# Luiaards
Luiaards (Folivora) vormen een onderorde van middelgrote Zuid-Amerikaanse zoogdieren waarvan tegenwoordig nog twee families bestaan: tweevingerige luiaards (Choloepodidae) en drievingerige luiaards (Bradypodidae). De onderorde maakt deel uit van de orde van luiaards en miereneters. Luiaards zijn herbivoren en eten weinig anders dan bladeren.

## Beschrijving
Luiaards hebben een boomklimmende levensstijl. Bladeren, hun belangrijkste voedselbron, leveren weinig energie om zich voort te planten en worden niet gemakkelijk verteerd: luiaards hebben daarom een zeer grote, gespecialiseerde maag met meerdere delen waarin symbiotische bacteriën de stugge bladeren afbreken. Luiaards kunnen ook insecten, kleine hagedissen en kadavers eten. In vochtige omstandigheden bevat hun vacht algen die voor camouflage kunnen zorgen. De vacht is meestal (diep) bruin, maar sommige in het wild levende luiaards hebben een groenige tint dankzij de aanwezigheid van de algen. De pels van zo'n luiaard is een ecosysteem op zich. De schutkleur beschermt het langzame dier tegen arenden en andere roofdieren.
De luiaard verdedigt zich met zijn klauwen wanneer hij in gevaar is. Dat is zijn enige defensiemechanisme. De luiaard is voornamelijk kwetsbaar op de grond. Wanneer ze in een boom hangen vallen ze bijna niet op omdat ze zo traag bewegen.
Een luiaard loopt op de grond niet sneller dan 2,5 meter per minuut. Over een afstand van een kilometer zou hij ruim 6,5 uur doen.
Luiaards in het wild slapen iets minder dan 10 uur per dag.

## Ontwikkeling
De luiaarden vormden voorheen een zeer diverse groep met ongeveer negentig uitgestorven geslachten. De oudste zekere luiaardachtige is Pseudoglyptodon, die tijdens de overgang van het Eoceen naar Oligoceen leefde. In deze periode maakten de uitgestrekte regenwouden van het vroege Paleogeen in Zuid-Amerika plaats voor boomsavannes. Fossielen zijn gevonden in Chili. De oudste echte luiaarden leefden circa 25 miljoen jaar geleden.
Asiabradypus werd op basis van een kaakfragment uit Laat-Paleoceen van Kazachstan beschreven en aanvankelijk geduid als een primitieve luiaard. Bij herbeoordeling van het materiaal bleek echter dat het zeer onwaarschijnlijk is dat dit kaakfragment toebehoort aan een tandarme, naast de sterk afwijkende vindlocatie en ouderdom.

## Nekwervels
De meeste zoogdieren hebben zeven nekwervels, maar bij luiaards wijkt dit af. De soorten van het geslacht Bradypus hebben er tot 10, die in het geslacht Choloepus hebben er 5 tot 6. Tijdens de groei van de ongeboren jongen van Bradypus ontwikkelen de onderste nekwervels zich als ruggenwervels, maar er ontwikkelen zich geen ribben. Het omgekeerde gebeurt waarschijnlijk bij de soorten van het geslacht Choloepus.

## Onderverdeling
De volledige taxonomische indeling van de luiaards:
- Superfamilie Megalocnoidea †
  - Familie Acratocnidae †
  - Familie Megalocnidae †
  - Familie Parocnidae †
- Superfamilie Megatherioidea
  - Familie Bradypodidae
    - Geslacht Bradypus (Drievingerige luiaards)
      - Bradypus crinitus[7]
      - Bradypus pygmaeus (Escudo-eilandluiaard)
      - Bradypus torquatus (Kraagluiaard)
      - Bradypus tridactylus (Drievingerige luiaard)
      - Bradypus variegatus (Kapucijnluiaard)

  - Familie Megatheriidae †
  - Familie Megalonychidae †
  - Familie Nothrotheriidae †
- Superfamilie Mylodontoidea
  - Familie Choloepodidae
    - Geslacht Choloepus (Tweevingerige luiaards)
      - Choloepus didactylus (Tweevingerige luiaard)
      - Choloepus hoffmanni (Hoffmannluiaard)

  - Familie Mylodontidae †
  - Familie Scelidotheriidae †

## Symbool onthaasten
De luiaard wordt ook wel gebruikt als zinnebeeld bij pleidooien voor kalm aan doen en onthaasten. Bijv. in Live more sloth - Slow Down, Chill Out and Live in the Sloth Lane van Tim Collins uit 2018 (vertaling Leef meer als een luiaard - De kunst van het vertragen en ontspannen, 2019).